# Itaipava do Grajaú
Itaipava do Grajaú är en kommun i Brasilien.   Den ligger i delstaten Maranhão, i den nordöstra delen av landet, 1 200 km norr om huvudstaden Brasília. Antalet invånare är 14 264.
Omgivningarna runt Itaipava do Grajaú är huvudsakligen savann. Runt Itaipava do Grajaú är det glesbefolkat, med 9 invånare per kvadratkilometer.